# 第33SS武装騎兵師団
第33SS武装騎兵師団 （ハンガリー第3）（独: 33. Waffen-Kavallerie-Division der SS (ungarische Nr. 3)）は、武装親衛隊の師団である。
ブダペスト近辺で第26SS武装擲弾兵師団 （ハンガリー第2）が撃破された翌月、第26SS武装擲弾兵師団の残存部隊を吸収したが、結局、師団の戦力は1個連隊規模を越えることがなかった。
実際の戦力が師団とは到底言えないほどわずかなものだったこと、33の師団番号が第33SS武装擲弾兵師団 シャルルマーニュ（フランス第1）に再利用されていることなどから、この師団が名前だけの存在であったという説も存在する。

## 師団長
| 着任           | 離任          | 階級（当時）   | 氏名                             |
| -------------- | ------------- | -------------- | -------------------------------- |
| 1944年12月27日 | 1945年1月23日 | 親衛隊上級大佐 | ラースロー・デアク (László Deák) |